# Carl Pursell
Carl Duane Pursell (ur. 19 grudnia 1932, zm. 11 czerwca 2009) – amerykański polityk, członek Partii Republikańskiej. W latach 1977–1993 przez osiem dwuletnich kadencji Kongresu Stanów Zjednoczonych był przedstawicielem drugiego okręgu wyborczego w stanie Michigan w Izbie Reprezentantów Stanów Zjednoczonych.